# Península do Cabo

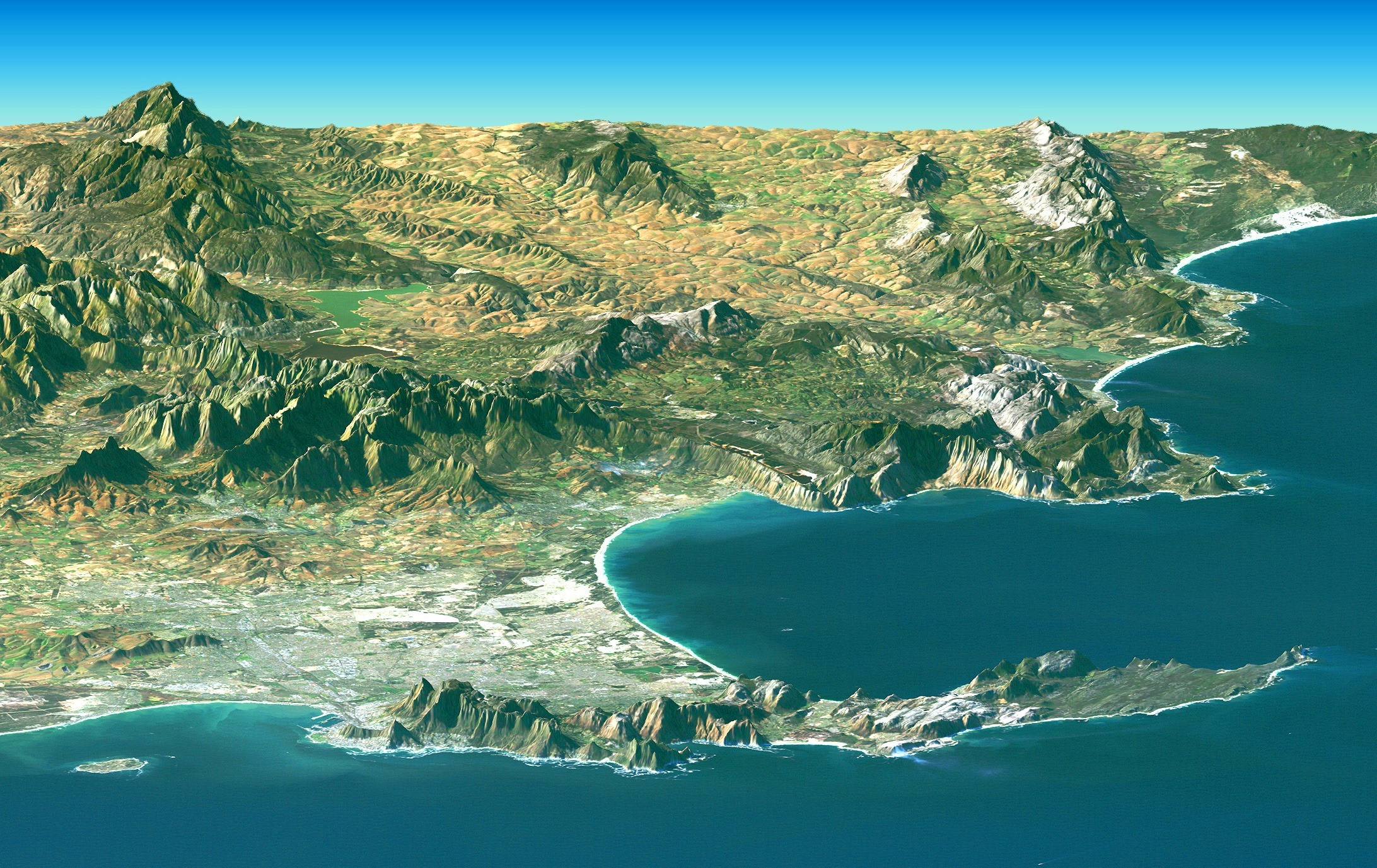
Landsat imagem da elevação SRTM, mostrando a Península do Cabo.

A Península do Cabo é uma península geralmente montanhosa que se projeta para o Oceano Atlântico na extremidade sudoeste do continente africano. No extremo sul da península estão Cape Point e o Cabo da Boa Esperança. No extremo norte está a Montanha da Mesa, com vista para a Table Bay e para a bacia urbana da Cidade do Cabo, na África do Sul. A península tem 52 km de extensão, de Mouille Point, no norte, até Cape Point, no sul. A Península já foi uma ilha nos últimos 5 milhões de anos, à medida que os níveis do mar caíam e subiam com a era do gelo e os ciclos interglaciais de aquecimento global, particularmente do Pleistoceno. A última vez que a Península foi uma ilha foi há cerca de 1,5 milhão de anos. Logo depois, juntou-se ao continente pela emergência do mar da área arenosa agora conhecida como Cape Flats. As cidades e aldeias da Península do Cabo e Cape Flats, e as terras não desenvolvidas do resto da península agora fazem parte do município metropolitano da Cidade do Cabo. A Península do Cabo é limitada ao norte pela Table Bay, a oeste pelo Oceano Atlântico aberto, e a leste por False Bay no sul e Cape Flats no norte.

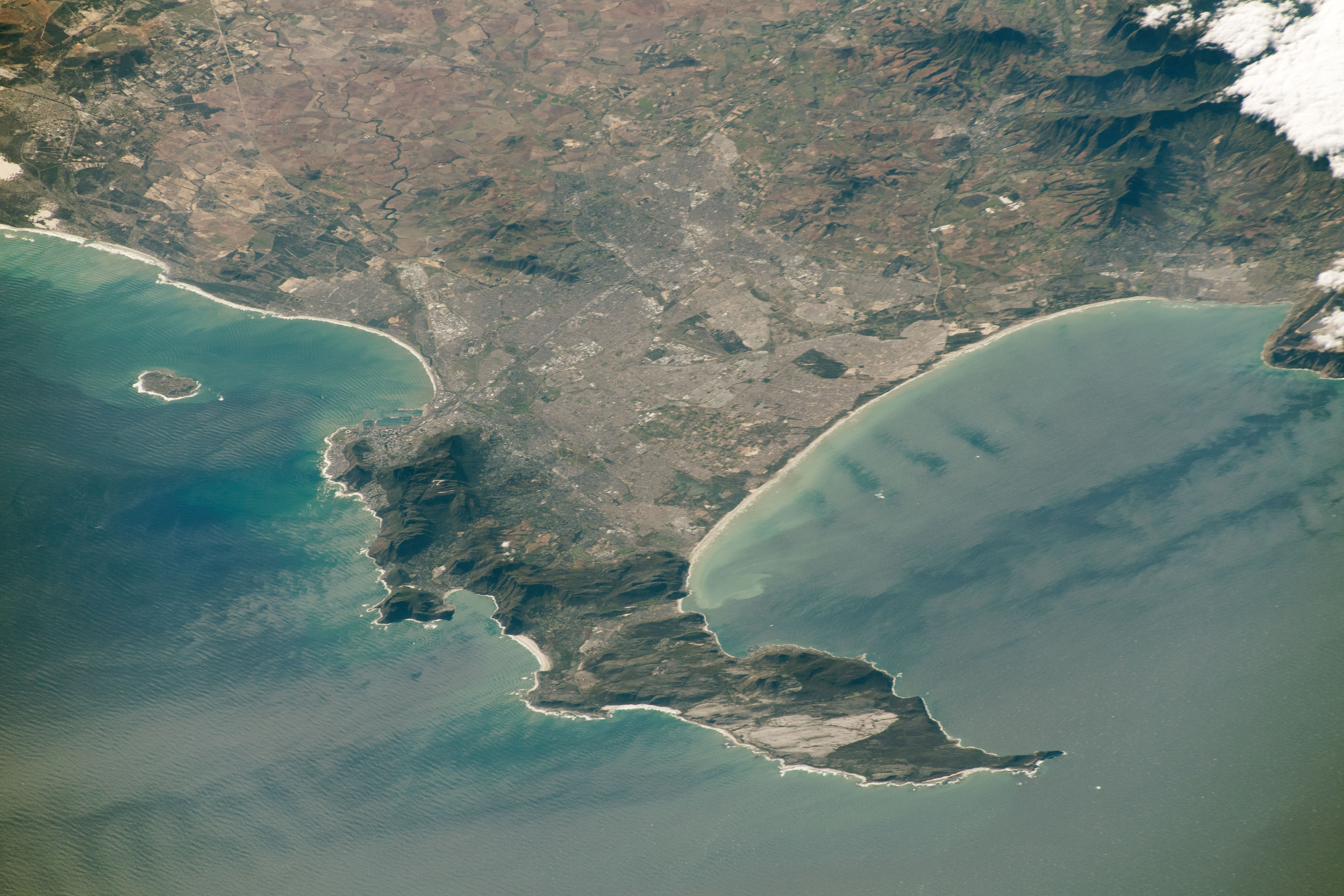
Vista da Península do Cabo mostrando a Cidade do Cabo e a Baía Falsa ao fundo da Estação Espacial Internacional, maio de 2019

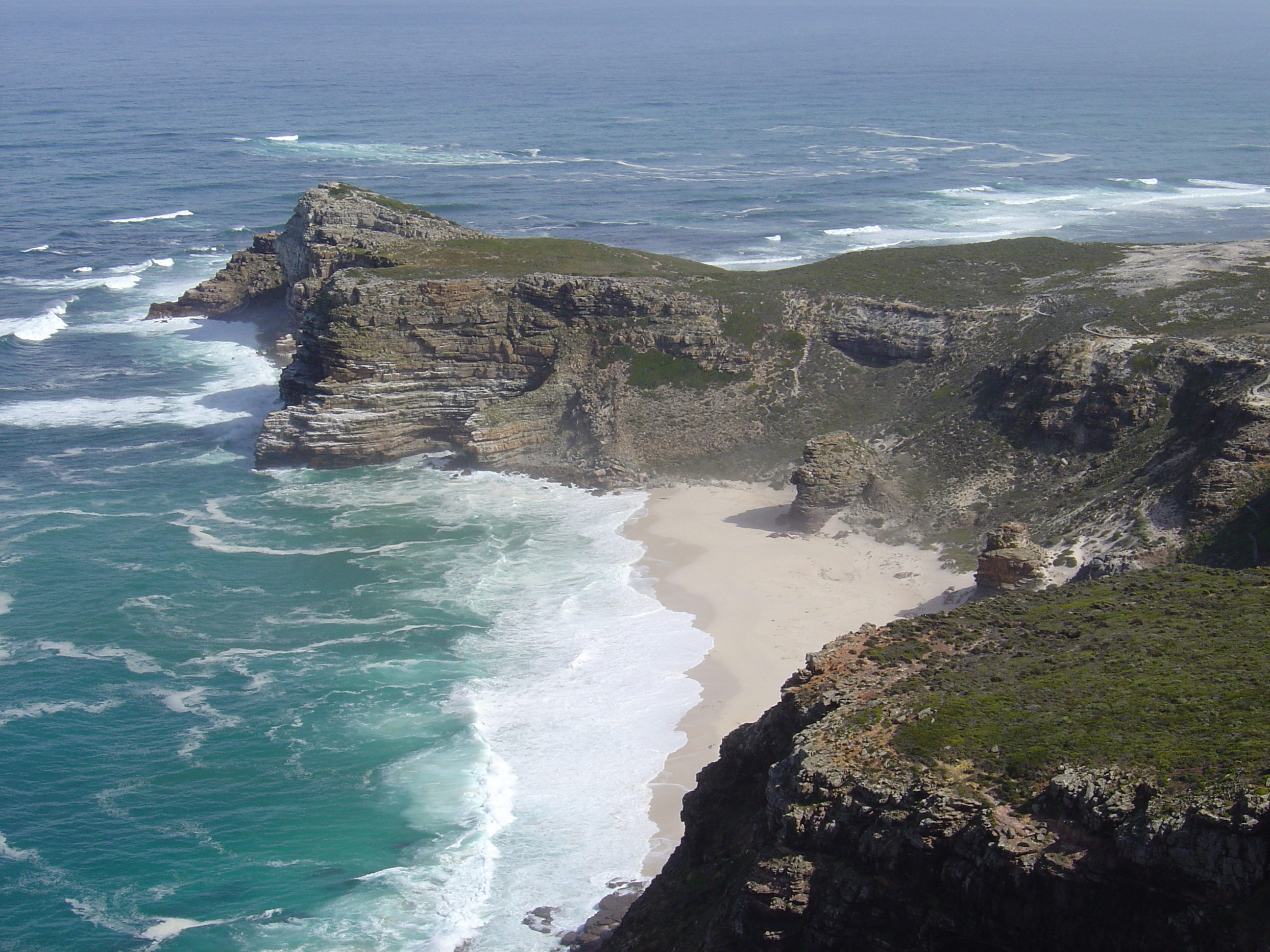
O Cabo da Boa Esperança; olhando para o oeste sobre Diaz Beach, das falésias costeiras acima de Cape Point.

A península é principalmente o remanescente montanhoso de formações de arenito duráveis muito antigas com mergulho baixo, depositado de forma inconforme em um antigo peneplano de granito subjacente. O clima é do tipo mediterrâneo, com predominância de chuvas invernais e temperaturas amenas, e a vegetação natural é excepcionalmente diversa, com um número invulgarmente elevado de espécies vegetais endémicas para uma área desta dimensão, muitas das quais em perigo de extinção, e ameaçadas pela ação humana atividade e invasão, mas são até certo ponto protegidos na maior parte da península que está no Parque Nacional Montanha da Mesa. As águas costeiras incluem um importante porto marítimo em Table Bay e uma área marinha protegida nas duas ecorregiões marinhas adjacentes, mas significativamente diferentes., que se encontram em Cape Point. A maior parte das terras costeiras baixas da península central e do norte foi desenvolvida primeiro como áreas agrícolas e depois como áreas urbanas. Os planaltos rochosos têm historicamente evitado o desenvolvimento devido ao difícil acesso, solos pobres e encostas íngremes e, mais recentemente, foram legalmente protegidos por serem de alta importância ecológica, mas estão ameaçados pela invasão ilegal de terras e assentamentos informais.